# Деркач Андрій Володимирович
Андрі́й Володи́мирович Дерка́ч (28 травня 1985, Бориспіль, УРСР, СРСР) — український футболіст, півзахисник. Відомий насамперед виступами у складі бориспільського «Борисфена», молдовського «Зімбру», узбецьких клубів «Машал» та «Кизилкум», і молодіжної збірної України.

## Життєпис
Андрій Деркач народився у Борисполі в родині інженерів. З дитинства мав схильність до вивчення точних наук, однак надавав перевагу проводженню часу в сумнівних компаніях. Аби покласти цьому край батьки у 9-річному віці віддали Андрія до футбольного спецкласу в Щасливому.

## Досягнення
- Переможець першої ліги чемпіонату України (2): 2008/09, 2017/18
- Бронзовий призер чемпіонату Молдови (1): 2011/12